# Parents à perpétuité (téléfilm, 2024)
Pour les articles homonymes, voir Parents à perpétuité.
Parents à perpétuité est un téléfilm français réalisé par Safy Nebbou en 2023 et diffusé en mai 2024 sur France 2.
Il s'agit d'une adaptation du livre Parents à perpétuité de Sophie et Dominique Moulinas, sorti en 2016 aux éditions Flammarion, sur l'affaire Agnès Marin. En novembre 2011, une collégienne de 13 ans prénommée Agnès Marin, est violée et tuée par Mathieu, un lycéen de 17 ans du même établissement scolaire, le Collège Cévenol du Chambon-sur-Lignon.

## Synopsis
Laurence et Éric sont les parents de Guillaume, âgé de 17 ans. Guillaume est interpellé par la gendarmerie et est accusé de viol avec arme,.

## Fiche technique
- Réalisateur : Safy Nebbou
- Scénario : Julie Jézéquel, Nebbou Safy d'après le livre éponyme de Dominique et Sophie Moulinas
- Producteur : Caroline Solanillas, Laurent Ceccaldi, France 2

Durée : 85 minutes

## Distribution
- Jules Houplain : Guillaume Boissinot, accusé de viol avec arme
- Natacha Lindinger : Laurence Boissinot, sa mère
- Éric Caravaca : Éric Boissinot, son père
- Naidra Ayadi : Maître Gedj
- Marie-Julie Baup : Agathe
- Clémentine Poidatz : Dr Versantes
- Jean-Michel Lahmi : Dr Cazals
- Capucine Malarre : Garance Boissinot
- Victoria Taxis : Solène Boissinot
- Florence Janas : Fanny Roulier
- Samir Arab : le gendarme
- Etan Simon : Mehdi
- Alexandre Carrière : Gendarme
- Maryne Bertieaux : Gendarme
- Bruno Tuchszer : M. Van Buck
- Isabelle Côte Willems : Mme Lievens
- Aude Denis : Présidente du tribunal

## Audiences
Diffusé le 29 mai 2024 en première partie de soirée, le téléfilm réunit 3,12 millions de téléspectateurs soit 16,4 % de part de marché, plaçant France 2 en position de chaîne leader sur la soirée.